# Чемпіонат світу зі стрибків на батуті 2013
Чемпіонат світу зі стрбків на батуті 2013 — 29-й чемпіонат світу зі стрибків на батуті, що відбувається на Armeets Arena у Софії (Болгарія) з 7 по 10 листопада 2013 року.

## Медалісти
| Змагання              | Золото | Срібло | Бронза |
| --------------------- | ------ | ------ | ------ |
| Чоловіки              |        |        |        |
| Індивідуальні         |        |        |        |
| Синхронні             |        |        |        |
| Командні змагання     |        |        |        |
| Double Mini           |        |        |        |
| Double Mini Team      |        |        |        |
| Tumbling              |        |        |        |
| Tumbling Team         |        |        |        |
| Жінки                 |        |        |        |
| Individual Trampoline |        |        |        |
| Synchro               |        |        |        |
| Trampoline Team       |        |        |        |
| Double Mini           |        |        |        |
| Double Mini Team      |        |        |        |
| Tumbling              |        |        |        |
| Tumbling Team         |        |        |        |